# Biserica Ortodoxă de Stil Vechi din România

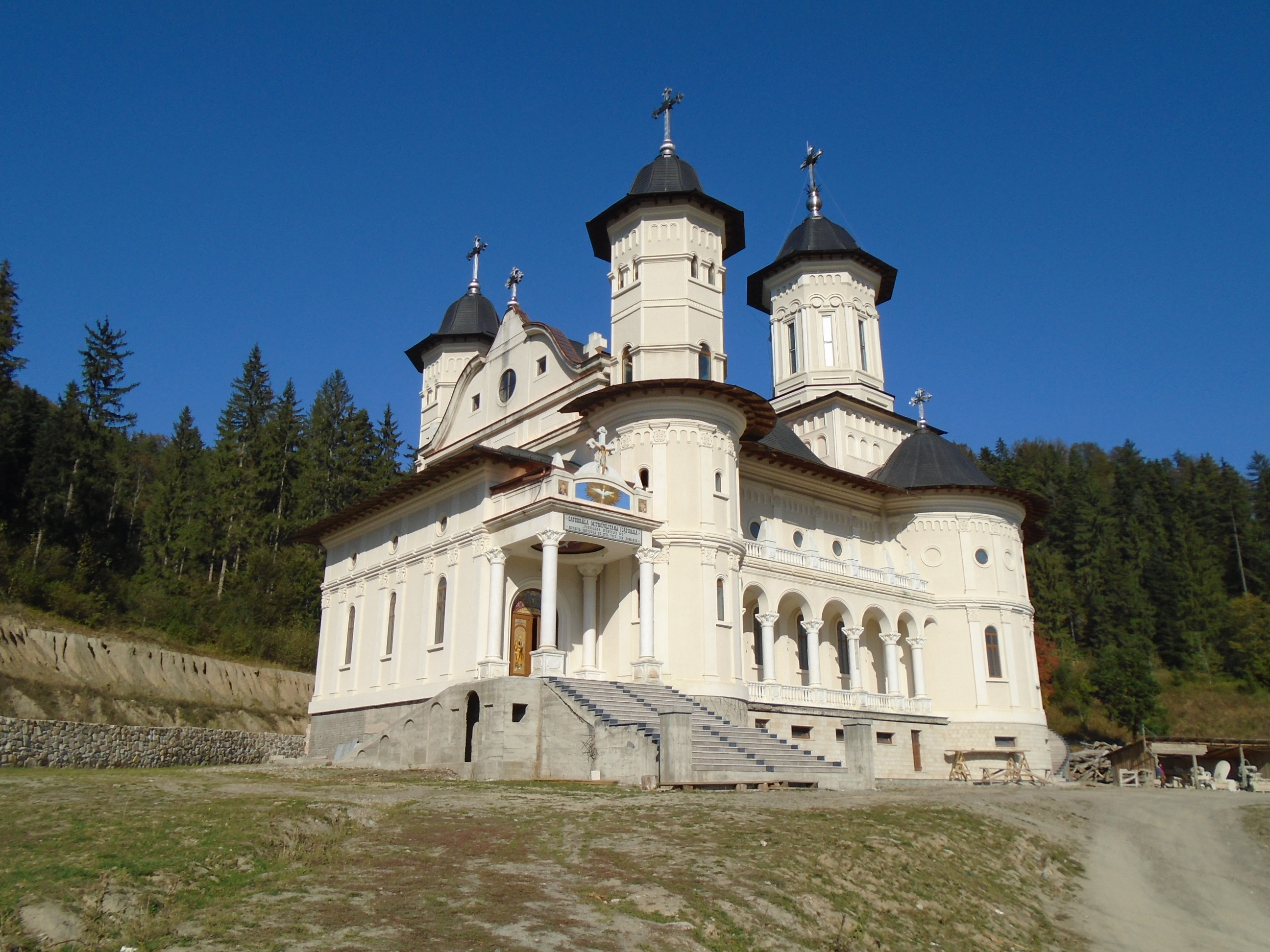
Catedrala mitropoliei Ortodoxe pe Stil Vechi, Slătioara

Biserica Ortodoxă de Stil Vechi din România a luat ființă în anul 1924, când Biserica Ortodoxă Română a introdus calendarul iulian îndreptat, act care a determinat un grup de preoți și credincioși să serbeze în continuare sărbătorile după vechiul calendar iulian.

## Istoric
Separarea Bisericii Ortodoxe în Stil Vechi și Nou a avut loc în 1923, când la Constantinopol s-a decis trecerea de la calendarul iulian la calendarul gregorian. Singurul opozant al schimbării, mitropolitul Visarion Puiu, s-a exilat în 1944 în Occident, murind la Paris.
Cel mai cunoscut oponent al introducerii noului calendar era ieromonahul Glicherie Tănase. Acesta a fost nevoit să părăsească Mănăstirea Neamț-Schitul Pocrov și să construiască alte lăcașuri de cult pentru a putea sluji după calendarul vechi. Ulterior el a devenit primul mitropolit al Bisericii Ortodoxe Române de stil vechi, în sânul căreia a fost creată o nouă ierarhie.
Biserica Ortodoxă de Stil Vechi din România are o mitropolie autonomă cu sediul la Slătioara în comuna Râșca, județul Suceava. În perioada 1985–1992 conducător al Bisericii Ortodoxe de Stil Vechi a fost mitropolitul Silvestru Onofrei. Întâi-stătătorul Sinodului Bisericii Ortodoxe Române de stil vechi este ÎPS Mitropolit ,Evloghie Nica care este secondat de 9 episcopi.
În anul 1992 erau înregistrați circa 32.000 de credincioși ortodocși de stil vechi (din București și dintr-o parte a Moldovei).
În anul 2010 erau înregistrați circa 500.000 de credincioși ortodocși de stil vechi (din București și dintr-o parte a Moldovei).

## Conducători
- Galaction Cordun (1955–1959)
- Glicherie Tănase (1959–1985)
- Silvestru Onofrei (1985–1992)
- Vlasie Mogârzan (1992–2022)
- Demosten Ioniță (2022–2024)
- Evloghie Nica (2024– )